# Kategoria addytywna
Kategoria {\displaystyle \mathbf {C} } jest addytywna, jeśli:
- Dla dowolnych dwóch obiektów {\displaystyle A,B\in Ob(\mathbf {C} )} na zbiorze {\displaystyle Mor(A,B)} dana jest struktura grupy abelowej.
- Złożenie morfizmów jest rozdzielne względem dodawania (na grupach {\displaystyle Mor(A,B)})
- W {\displaystyle \mathbf {C} } istnieje obiekt zerowy[1].

## Literatura dodatkowa
- Eilenberg S., Mac Lane S. „Trans. Amer. Math. Soc.”. 58, s. 231–294, 1945. Amer. Math. Soc..
- Bucur I., Deleanu A.: Introduction to the Theory of Categories and Functors (tłum. ros.). Москва: Мир, 1972. Brak numerów stron w książce
- Gabriel P., Zisman M.: Calculus of Fractions and Homotopy Theory (tłum. ros.). Москва: Мир, 1971. Brak numerów stron w książce